# أولي ماورر
أولي ماورر' هو عضو المجلس الإتحادي السويسري ورئيس الفرع السويسري للدفاع (وزير الدفاع السويسري). وولد في 01 ديسمبر 1950 في مدينة واتزيكون التابعة مقاطعة زييورخ الناطقة بالألمانية وينتمي ل حزب الشعب السويسري وهو من مكونات ائتلاف الوسط السويسري. دخل البرلمان في ديسمبر 2008 وانتخب رئيسا في 05 ديسمبر 2012 و تسلم مهامه بداية العام 2013. يعرف عنه حكمته ودبلوماسيته وتقاربه الكبير مع الاتحاد الأوروبي.

## روابط خارجية
- أولي ماورر على موقع IMDb (الإنجليزية)
- أولي ماورر على موقع مونزينجر (الألمانية)